# 田中俊行 (デザイナー)
田中俊行（たなか としゆき、）は、日本のデザイナー。空間デザイナー。ミュージアムデザイナー。
公共文化施設のミュージアムデザインや企業の広報施設の空間デザインを得意とする。
「文化の体系を共感の文脈」へと導く実空間への発想をいかし、1980年代は、商空間や大型イベントのアートディレクターも手掛けた。
1990年以降は、ミュージアムデザインを主体に空間・展示デザインから建築、ランドスケープ、映像演出にまで領域を広げる。
2010年以降、開館から20年以上経た文化施設の持続可能性に向けて、進化・再生するミュージアムデザインの在り方を実践している。

## 主な作品
- 野外博物館リトルワールド本館展示
- 国際科学技術博覧会 政府出展歴史館
- トヨタ博物館 本館・新館
- 東京都新庁舎 都政情報センター
- 神奈川県大磯町 大磯郷土資料館 （空間・展示デザイン）
- 科学技術館 エレクトロホール
- 新宿パークタワー OZONE
- アド･ミュージアム東京
- 群馬県みどり市 岩宿博物館 （建築、展示空間、ランドスケープ）
- west53rd日本閣  （デザインアーキテクト）
- 三菱一号館美術館竣工企画展（空間・展示デザイン）
- west53rd日本閣    2012年チャペルリニューアル
- 神奈川県大磯町大磯郷土資料館  　2016年展示改装・ミュージアムデザイン

## 主な活動
- 「世界遺産ポスタ-」展　1998年（コミッショナー&空間デザイン）於:銀座松屋８F
- 「VIVA20C 20世紀の物質と映像のデザイン」」展　2000年（空間デザイン）於:銀座松屋８F
- 「空間ディスプレイ」展　2009年（コミッショナー）於:銀座松屋デザインギャラリー1953
- 「わたしが出会ったart&designの本」展（コミッショナー）2010年　於:銀座松屋デザインギャラリー1953
- 水谷孝次のデザイン「和顔愛語ミュージアム」展（コミッショナー）2010年　於:銀座松屋デザインギャラリー1953
- NHK教育テレビ　「デザイン　あ」2016年6月　「デザインの人」出演
- 「読んで欲しいデザインの本」展（コミッショナー）2017年　於:銀座松屋デザインギャラリー1953

## 略歴
東京生まれ。
- 1965年 武蔵野美術大学デザイン科卒業[2]。

同年、株式会社乃村工藝社企画部デザイン課に入社。
アートディレクター職を経て退社。
- 1983年 株式会社空環計画研究所を設立し、現在に至る。
- 2009年 商業施設士資格から、マイスター商業施設士の認定（公益社団法人 商業施設技術団体連合会）

通産大臣賞、朝日新聞社賞、dda優秀賞等、マルチメディアグランプリ特別賞　多数
[[]]

## 公職
- 1994年-1995年 国立民族学博物館 展示企画と特別委員会委員
- 1992年-1998年 マルチメディアグランプリ 部門審査委員会委員
- 1998年-2000年 世界都市博覧会 東京都参加事業エグゼクティブプロデューサー
- 1990年-2006年 武蔵野美術大学空間演出デザイン学科非常勤講師
- 2002年-2006年 東京芸術大学 美術学部デザイン科非常勤講師
- 1998年-　 東京都江戸東京博物館 運営委員会常設展示専門委員
- 1998年-現在　 日本デザインコミッティーメンバー
- 2002年-2009年 ディスプレイデザイン賞最終審査委員
- 2009年- 2014年　映像文化製作者連盟最終ゲスト審査員
- 2012年-現在　社団法人日本空間デザイン協会顧問
- 2015年-2016年　DSA空間デザイン賞　最終審査委員
- 2018年　DesignReview最終審査クリティーク　(主催：デザインレビュー2018実行委員会/共催：(公社)日本建築家協会九州支部）
- 2018年10月甲南大学岡本キャンパス公開講義　「田中俊行のミュージアムデザインについて考える」
- 2019年11月-2020年9月 21_21Design Sight 「マル秘展　めったに見られないデザイナー達の原画」　出品メンバー

## 著書
- 「e-space　スペースメディアデザインがつくる　いい空間」（六燿社） ISBN 4-89737-274-7
- スペースメディアデザイン　田中俊行の仕事　（スーパーicon出版）
- 6人のディスプレイディレクション　：共著（六燿社） ISBN 4-89737-053-1
- 現代建築集成/文化施設（掲載）岩宿博物館（メイセイ出版）
- デザインの理念と実践（掲載）/日本デザインコミッティ（六燿社）